# Cúp quốc gia Scotland 2011–12
Cúp quốc gia Scotland 2011–12 là mùa giải thứ 127 của giải đấu bóng đá loại trực tiếp uy tín nhất Scotland. Giải đấu khởi tranh từ 24 tháng 9 năm 2011 đến 19 tháng 5 năm 2012. Giải được tài trợ bởi công ty làm sáchWilliam Hill trong mùa giải đầu tiên của hợp đồng thời hạn 3 năm, còn có tên là Cúp quốc gia Scotland William Hill. Đội vô địch sẽ giành quyền tham dự vòng play-off của UEFA Europa League 2012–13. Heart of Midlothian giành chiến thắng 5-1 trước kình địch cùng thành phố Hibernian trên sân Hampden Park.

## Lịch thi đấu
| Vòng      | Ngày bốc thăm                | Ngày thi đấu đầu tiên                     | Số trận đấu | Số trận đấu | Số đội tham gia |
| Vòng      | Ngày bốc thăm                | Ngày thi đấu đầu tiên                     | Ban đầu     | Đấu lại     | Số đội tham gia |
| --------- | ---------------------------- | ----------------------------------------- | ----------- | ----------- | --------------- |
| Vòng Một  | Thứ Hai 29 tháng 8 năm 2011  | Thứ Bảy 24 tháng 9 năm 2011               | 17          | 1           | 81 → 64         |
| Vòng Hai  | Thứ Tư 28 tháng 9 năm 2011   | Thứ Bảy 22 tháng 10 năm 2011              | 16          | 4           | 64 → 48         |
| Vòng Ba   | Thứ Tư 26 tháng 10 năm 2011  | Thứ Bảy 19 tháng 11 năm 2011              | 16          | 4           | 48 → 32         |
| Vòng Bốn  | Thứ Ba 22 tháng 11 năm 2011  | Thứ Bảy 7 tháng 1 năm 2012                | 16          | 3           | 32 → 16         |
| Vòng Năm  | Thứ Hai 9 tháng 1 năm 2012   | Thứ Bảy 4 tháng 2 năm 2012                | 8           | 3           | 16 → 80         |
| Tứ kết    | Thứ Hai 6 tháng 2 năm 2012   | Thứ Bảy 10 tháng 3 năm 2012               | 4           | 1           | 8 → 4           |
| Bán kết   | Chủ Nhật 11 tháng 3 năm 2012 | Thứ Bảy 14 & Chủ Nhật 15 tháng 4 năm 2012 | 2           | N/A         | 4 → 2           |
| Chung kết | N/A                          | Thứ Bảy 19 tháng 5 năm 2012               | 1           | N/A         | 2 → 1           |

## Trận đấu và kết quả

### Vòng Một
Lễ bốc thăm vòng Một diễn ra vào ngày 29 tháng 8 năm 2011 tại Buchanan Galleries ở Glasgow.
Vòng này có sự tham gia của các đội sau:
- 13 đội từ Highland Football League thuộc SFA (Brora Rangers, Clachnacuddin, Cove Rangers, Forres Mechanics, Fort William, Fraserburgh, Huntly, Inverurie Loco Works, Keith, Lossiemouth, Nairn County, Rothes, Wick Academy)
- 10 đội từ East of Scotland League thuộc SFA (Civil Service Strollers, Coldstream, Edinburgh City, Edinburgh University, Gala Fairydean, Hawick Royal Albert, Preston Athletic, Selkirk, Vale of Leithen, Whitehill Welfare)
- 4 đội từ South of Scotland League thuộc SFA (Dalbeattie Star, Newton Stewart, St Cuthbert Wanderers, Wigtown & Bladnoch)
- 4 đội khác thuộc SFA (Burntisland Shipyard, Girvan, Glasgow University, Golspie Sutherland)
- 4 đội giành quyền từ Scottish Junior Football Association (Auchinleck Talbot, Bo'ness United, Culter, Irvine Meadow)

Golspie Sutherland được đi thẳng vào vòng Hai.
| Culter | 4 – 0 | Burntisland Shipyard |  |

| McBain 7', 42', 53' · Smart 80' (l.n.) |                     |  | \| Ngày \| 24 tháng 9 năm 2011 \| \| Giờ thi đấu \| 15:00 \| \| Sân vận động \| Crombie Park \| \| Trọng tài \| Ross McIntyre \| |
| Ngày                                   | 24 tháng 9 năm 2011 |  | |
| Giờ thi đấu                            | 15:00               |  | |
| Sân vận động                           | Crombie Park        |  | |
| Trọng tài                              | Ross McIntyre       |  | |

| Ngày         | 24 tháng 9 năm 2011 |
| Giờ thi đấu  | 15:00               |
| Sân vận động | Crombie Park        |
| Trọng tài    | Ross McIntyre       |

| Dalbeattie Star | 1 – 6 | Inverurie Loco Works |  |

| Dingwall 46' |                     | Young 7', 51' · Ross 25' · Bain 51' · McLean 65', 75' | \| Ngày \| 24 tháng 9 năm 2011 \| \| Giờ thi đấu \| 15:00 \| \| Sân vận động \| Islecroft Stadium \| \| Trọng tài \| Don Robertson \| |
| Ngày         | 24 tháng 9 năm 2011 |                                                       | |
| Giờ thi đấu  | 15:00               |                                                       | |
| Sân vận động | Islecroft Stadium   |                                                       | |
| Trọng tài    | Don Robertson       |                                                       | |

| Ngày         | 24 tháng 9 năm 2011 |
| Giờ thi đấu  | 15:00               |
| Sân vận động | Islecroft Stadium   |
| Trọng tài    | Don Robertson       |

| Edinburgh City | 3 – 0 | Brora Rangers |  |

| Ross 60', 62' · Gair 80' (ph.đ.) |                     |  | \| Ngày \| 24 tháng 9 năm 2011 \| \| Giờ thi đấu \| 15:00 \| \| Sân vận động \| Meadowbank Stadium \| \| Trọng tài \| Paul Reid \| |
| Ngày                             | 24 tháng 9 năm 2011 |  | |
| Giờ thi đấu                      | 15:00               |  | |
| Sân vận động                     | Meadowbank Stadium  |  | |
| Trọng tài                        | Paul Reid           |  | |

| Ngày         | 24 tháng 9 năm 2011 |
| Giờ thi đấu  | 15:00               |
| Sân vận động | Meadowbank Stadium  |
| Trọng tài    | Paul Reid           |

| Edinburgh University | 0 – 3 | Whitehill Welfare |  |

|              |                           | Smail 35', 62' · Young 78' (ph.đ.) | \| Ngày \| 24 tháng 9 năm 2011 \| \| Giờ thi đấu \| 15:00 \| \| Sân vận động \| Peffermill Playing Fields \| \| Trọng tài \| Graeme Stewart \| |
| Ngày         | 24 tháng 9 năm 2011       |                                    | |
| Giờ thi đấu  | 15:00                     |                                    | |
| Sân vận động | Peffermill Playing Fields |                                    | |
| Trọng tài    | Graeme Stewart            |                                    | |

| Ngày         | 24 tháng 9 năm 2011       |
| Giờ thi đấu  | 15:00                     |
| Sân vận động | Peffermill Playing Fields |
| Trọng tài    | Graeme Stewart            |

| Forres Mechanics | 2 – 2 | Irvine Meadow XI |  |

| Moore 68' · Tweedie 85' |                     | McGuiness 5' · Husley 76' | \| Ngày \| 24 tháng 9 năm 2011 \| \| Giờ thi đấu \| 15:00 \| \| Sân vận động \| Mosset Park \| \| Trọng tài \| Andrew Dallas \| |
| Ngày                    | 24 tháng 9 năm 2011 |                           | |
| Giờ thi đấu             | 15:00               |                           | |
| Sân vận động            | Mosset Park         |                           | |
| Trọng tài               | Andrew Dallas       |                           | |

| Ngày         | 24 tháng 9 năm 2011 |
| Giờ thi đấu  | 15:00               |
| Sân vận động | Mosset Park         |
| Trọng tài    | Andrew Dallas       |

| Fraserburgh | 4 – 3 | Civil Service Strollers |  |

| Bruce 11', 17' · Hale 37' · Christie 90' · Tweedie 85' |                     | Gormley 42' · Rennie 45', 61' | \| Ngày \| 24 tháng 9 năm 2011 \| \| Giờ thi đấu \| 15:00 \| \| Sân vận động \| Bellslea Park \| \| Trọng tài \| Craig Sim \| |
| Ngày                                                   | 24 tháng 9 năm 2011 |                               | |
| Giờ thi đấu                                            | 15:00               |                               | |
| Sân vận động                                           | Bellslea Park       |                               | |
| Trọng tài                                              | Craig Sim           |                               | |

| Ngày         | 24 tháng 9 năm 2011 |
| Giờ thi đấu  | 15:00               |
| Sân vận động | Bellslea Park       |
| Trọng tài    | Craig Sim           |

| Gala Fairydean | 8 – 1 | Hawick Royal Albert |  |

| Hay 11', 55', 88' (ph.đ.) · Jackson 19' · Grass 47' · Rossi 61' · Barnston 66' · Wilson 68' |                     | Cooper 28' | \| Ngày \| 24 tháng 9 năm 2011 \| \| Giờ thi đấu \| 15:00 \| \| Sân vận động \| Netherdale \| \| Trọng tài \| Gavin Duncan \| |
| Ngày                                                                                        | 24 tháng 9 năm 2011 |            | |
| Giờ thi đấu                                                                                 | 15:00               |            | |
| Sân vận động                                                                                | Netherdale          |            | |
| Trọng tài                                                                                   | Gavin Duncan        |            | |

| Ngày         | 24 tháng 9 năm 2011 |
| Giờ thi đấu  | 15:00               |
| Sân vận động | Netherdale          |
| Trọng tài    | Gavin Duncan        |

| Glasgow University | 0 – 4 | Cove Rangers |  |

|              |                         | Park 38', 85' · Milne 61' (ph.đ.), 70' | \| Ngày \| 24 tháng 9 năm 2011 \| \| Giờ thi đấu \| 15:00 \| \| Sân vận động \| Garscube Sports Complex \| \| Trọng tài \| James Campbell \| |
| Ngày         | 24 tháng 9 năm 2011     |                                        | |
| Giờ thi đấu  | 15:00                   |                                        | |
| Sân vận động | Garscube Sports Complex |                                        | |
| Trọng tài    | James Campbell          |                                        | |

| Ngày         | 24 tháng 9 năm 2011     |
| Giờ thi đấu  | 15:00                   |
| Sân vận động | Garscube Sports Complex |
| Trọng tài    | James Campbell          |

| Huntly | 6 – 1 | Newton Stewart |  |

| McCarthy 8' · Fyfe 38' · Naismith 43' · Guild 45' · Thoirs 47' · Booth 78' |                     | Sutherland 57' | \| Ngày \| 24 tháng 9 năm 2011 \| \| Giờ thi đấu \| 15:00 \| \| Sân vận động \| Christie Park \| \| Trọng tài \| Graeme Beaton \| |
| Ngày                                                                       | 24 tháng 9 năm 2011 |                | |
| Giờ thi đấu                                                                | 15:00               |                | |
| Sân vận động                                                               | Christie Park       |                | |
| Trọng tài                                                                  | Graeme Beaton       |                | |

| Ngày         | 24 tháng 9 năm 2011 |
| Giờ thi đấu  | 15:00               |
| Sân vận động | Christie Park       |
| Trọng tài    | Graeme Beaton       |

| Lossiemouth | 1 – 2 | Auchinleck Talbot |  |

| Smith 19'    |                     | McCann 55' · Gillies 89' | \| Ngày \| 24 tháng 9 năm 2011 \| \| Giờ thi đấu \| 15:00 \| \| Sân vận động \| Grant Park \| \| Trọng tài \| Bryan Braidwood \| |
| Ngày         | 24 tháng 9 năm 2011 |                          | |
| Giờ thi đấu  | 15:00               |                          | |
| Sân vận động | Grant Park          |                          | |
| Trọng tài    | Bryan Braidwood     |                          | |

| Ngày         | 24 tháng 9 năm 2011 |
| Giờ thi đấu  | 15:00               |
| Sân vận động | Grant Park          |
| Trọng tài    | Bryan Braidwood     |

| Nairn County | 2 – 1 | Selkirk |  |

| Gethins 73' · MacKay 89' |                     | Gibson 70' | \| Ngày \| 24 tháng 9 năm 2011 \| \| Giờ thi đấu \| 15:00 \| \| Sân vận động \| Station Park \| \| Trọng tài \| Caryl Potten \| |
| Ngày                     | 24 tháng 9 năm 2011 |            | |
| Giờ thi đấu              | 15:00               |            | |
| Sân vận động             | Station Park        |            | |
| Trọng tài                | Caryl Potten        |            | |

| Ngày         | 24 tháng 9 năm 2011 |
| Giờ thi đấu  | 15:00               |
| Sân vận động | Station Park        |
| Trọng tài    | Caryl Potten        |

| Rothes | 0 – 3 | Clachnacuddin |  |

|              |                     | Williamson 30' · MacLeod 37' · Brindle 54' | \| Ngày \| 24 tháng 9 năm 2011 \| \| Giờ thi đấu \| 15:00 \| \| Sân vận động \| Mackessack Park \| \| Trọng tài \| Ryan Milne \| |
| Ngày         | 24 tháng 9 năm 2011 |                                            | |
| Giờ thi đấu  | 15:00               |                                            | |
| Sân vận động | Mackessack Park     |                                            | |
| Trọng tài    | Ryan Milne          |                                            | |

| Ngày         | 24 tháng 9 năm 2011 |
| Giờ thi đấu  | 15:00               |
| Sân vận động | Mackessack Park     |
| Trọng tài    | Ryan Milne          |

| St Cuthbert Wanderers | 0 – 2 | Keith |  |

|              |                     | Donaldson 17' · Walker 78' | \| Ngày \| 24 tháng 9 năm 2011 \| \| Giờ thi đấu \| 15:00 \| \| Sân vận động \| St Mary's Park \| \| Trọng tài \| Kevin Graham \| |
| Ngày         | 24 tháng 9 năm 2011 |                            | |
| Giờ thi đấu  | 15:00               |                            | |
| Sân vận động | St Mary's Park      |                            | |
| Trọng tài    | Kevin Graham        |                            | |

| Ngày         | 24 tháng 9 năm 2011 |
| Giờ thi đấu  | 15:00               |
| Sân vận động | St Mary's Park      |
| Trọng tài    | Kevin Graham        |

| Vale of Leithen | 1 – 0 | Girvan |  |

| Moffat 30'   |                     |  | \| Ngày \| 24 tháng 9 năm 2011 \| \| Giờ thi đấu \| 15:00 \| \| Sân vận động \| Victoria Park \| \| Trọng tài \| Gavin Ross \| |
| Ngày         | 24 tháng 9 năm 2011 |  | |
| Giờ thi đấu  | 15:00               |  | |
| Sân vận động | Victoria Park       |  | |
| Trọng tài    | Gavin Ross          |  | |

| Ngày         | 24 tháng 9 năm 2011 |
| Giờ thi đấu  | 15:00               |
| Sân vận động | Victoria Park       |
| Trọng tài    | Gavin Ross          |

| Wick Academy | 9 – 1 | Coldstream |  |

| MacAdie 28' · Allan 31' · Weir 52' (ph.đ.), 78', 82' · Shearer 61' · Cunningham 65', 69', 76' |                     | Adamson 37' | \| Ngày \| 24 tháng 9 năm 2011 \| \| Giờ thi đấu \| 15:00 \| \| Sân vận động \| Harmsworth Park \| \| Trọng tài \| Billy Baxter \| |
| Ngày                                                                                          | 24 tháng 9 năm 2011 |             | |
| Giờ thi đấu                                                                                   | 15:00               |             | |
| Sân vận động                                                                                  | Harmsworth Park     |             | |
| Trọng tài                                                                                     | Billy Baxter        |             | |

| Ngày         | 24 tháng 9 năm 2011 |
| Giờ thi đấu  | 15:00               |
| Sân vận động | Harmsworth Park     |
| Trọng tài    | Billy Baxter        |

| Wigtown & Bladnoch | 2 – 0 | Preston Athletic |  |

| Miller 15' · McMillan 75' |                     |  | \| Ngày \| 24 tháng 9 năm 2011 \| \| Giờ thi đấu \| 15:00 \| \| Sân vận động \| Trammondford Park \| \| Trọng tài \| Steven Reid \| |
| Ngày                      | 24 tháng 9 năm 2011 |  | |
| Giờ thi đấu               | 15:00               |  | |
| Sân vận động              | Trammondford Park   |  | |
| Trọng tài                 | Steven Reid         |  | |

| Ngày         | 24 tháng 9 năm 2011 |
| Giờ thi đấu  | 15:00               |
| Sân vận động | Trammondford Park   |
| Trọng tài    | Steven Reid         |

| Fort William | 0 – 4 | Bo'ness United |  |

|              |                     | Gibb 18', 22' · Walker 31' · Tarditi 67' | \| Ngày \| 1 tháng 10 năm 2011 \| \| Giờ thi đấu \| 15:00 \| \| Sân vận động \| Claggan Park \| \| Trọng tài \| Gary McCarthy \| |
| Ngày         | 1 tháng 10 năm 2011 |                                          | |
| Giờ thi đấu  | 15:00               |                                          | |
| Sân vận động | Claggan Park        |                                          | |
| Trọng tài    | Gary McCarthy       |                                          | |

| Ngày         | 1 tháng 10 năm 2011 |
| Giờ thi đấu  | 15:00               |
| Sân vận động | Claggan Park        |
| Trọng tài    | Gary McCarthy       |

Nguồn: 
a.e.t. = sau hiệp phụ; agg. = tổng tỉ số; pen. = quyết định bằng luân lưu.

#### Đấu lại
| Irvine Meadow XI | 6 – 3 | Forres Mechanics |  |

| Robertson 6', 50' · Fleming 32' · Barr 46' · McLennan 64' · Hughes 82' |                     | Allan 17', 26' (ph.đ.) · Fraser 19' | \| Ngày \| 1 tháng 10 năm 2011 \| \| Giờ thi đấu \| 15:00 \| \| Sân vận động \| Meadow Park \| \| Trọng tài \| Andrew Dallas \| |
| Ngày                                                                   | 1 tháng 10 năm 2011 |                                     | |
| Giờ thi đấu                                                            | 15:00               |                                     | |
| Sân vận động                                                           | Meadow Park         |                                     | |
| Trọng tài                                                              | Andrew Dallas       |                                     | |

| Ngày         | 1 tháng 10 năm 2011 |
| Giờ thi đấu  | 15:00               |
| Sân vận động | Meadow Park         |
| Trọng tài    | Andrew Dallas       |

Nguồn: 
a.e.t. = sau hiệp phụ; agg. = tổng tỉ số; pen. = quyết định bằng luân lưu.

### Vòng Hai
Lễ bốc thăm vòng Hai diễn ra vào ngày 28 tháng 9 năm 2011 tại cửa hàng William Hill tại West Campbell Street ở Glasgow.
Có 17 đội chiến thắng và 1 đội miễn đấu ở vòng Một tham gia vòng này, cùng với 10 đội SFL Third Division (Alloa Athletic, Annan Athletic, Berwick Rangers, Clyde, East Stirlingshire, Elgin City, Montrose, Peterhead, Queen's Park, Stranraer), đội vô địch Highland League (Buckie Thistle), á quân Highland League (Deveronvale), vô địch East of Scotland League (Spartans) và vô địch South of Scotland League (Threave Rovers).
Sau cuộc họp của Ban tư pháp SFA ngày 10 tháng 11 năm 2011, Spartans bị đuổi khỏi giải vì đưa vào sân một cầu thủ không hợp lệ trong trận đấu với Culter. Culter được đi thẳng vào vòng Ba.
| Clachnacuddin | 1 – 1 | Inverurie Loco Works |  |

|              |                      |  | \| Chi tiết \| Chi tiết \| \| Ngày \| 22 tháng 10 năm 2011 \| \| Giờ thi đấu \| 15:00 \| \| Sân vận động \| Grant Street Park \| |
| Chi tiết     | Chi tiết             |  | |
| Ngày         | 22 tháng 10 năm 2011 |  | |
| Giờ thi đấu  | 15:00                |  | |
| Sân vận động | Grant Street Park    |  | |

| Chi tiết     | Chi tiết             |
| Ngày         | 22 tháng 10 năm 2011 |
| Giờ thi đấu  | 15:00                |
| Sân vận động | Grant Street Park    |

| Vale of Leithen | 3 – 2 | Cove Rangers |  |

|              |                      |  | \| Chi tiết \| Chi tiết \| \| Ngày \| 22 tháng 10 năm 2011 \| \| Giờ thi đấu \| 15:00 \| \| Sân vận động \| Victoria Park \| |
| Chi tiết     | Chi tiết             |  | |
| Ngày         | 22 tháng 10 năm 2011 |  | |
| Giờ thi đấu  | 15:00                |  | |
| Sân vận động | Victoria Park        |  | |

| Chi tiết     | Chi tiết             |
| Ngày         | 22 tháng 10 năm 2011 |
| Giờ thi đấu  | 15:00                |
| Sân vận động | Victoria Park        |

| Gala Fairydean | 5 – 2 | Golspie Sutherland |  |

|              |                      |  | \| Chi tiết \| Chi tiết \| \| Ngày \| 22 tháng 10 năm 2011 \| \| Giờ thi đấu \| 15:00 \| \| Sân vận động \| Albert Park \| |
| Chi tiết     | Chi tiết             |  | |
| Ngày         | 22 tháng 10 năm 2011 |  | |
| Giờ thi đấu  | 15:00                |  | |
| Sân vận động | Albert Park          |  | |

| Chi tiết     | Chi tiết             |
| Ngày         | 22 tháng 10 năm 2011 |
| Giờ thi đấu  | 15:00                |
| Sân vận động | Albert Park          |

| Bo'ness United | 2 – 1 | Whitehill Welfare |  |

|              |                      |  | \| Chi tiết \| Chi tiết \| \| Ngày \| 22 tháng 10 năm 2011 \| \| Giờ thi đấu \| 14:30 \| \| Sân vận động \| Newtown Park \| |
| Chi tiết     | Chi tiết             |  | |
| Ngày         | 22 tháng 10 năm 2011 |  | |
| Giờ thi đấu  | 14:30                |  | |
| Sân vận động | Newtown Park         |  | |

| Chi tiết     | Chi tiết             |
| Ngày         | 22 tháng 10 năm 2011 |
| Giờ thi đấu  | 14:30                |
| Sân vận động | Newtown Park         |

| Fraserburgh | 0 – 0 | Elgin City |  |

|              |                      |  | \| Chi tiết \| Chi tiết \| \| Ngày \| 22 tháng 10 năm 2011 \| \| Giờ thi đấu \| 15:00 \| \| Sân vận động \| Bellslea Park \| \| Số khán giả \| 520 \| \| Trọng tài \| Hilland \| |
| Chi tiết     | Chi tiết             |  | |
| Ngày         | 22 tháng 10 năm 2011 |  | |
| Giờ thi đấu  | 15:00                |  | |
| Sân vận động | Bellslea Park        |  | |
| Số khán giả  | 520                  |  | |
| Trọng tài    | Hilland              |  | |

| Chi tiết     | Chi tiết             |
| Ngày         | 22 tháng 10 năm 2011 |
| Giờ thi đấu  | 15:00                |
| Sân vận động | Bellslea Park        |
| Số khán giả  | 520                  |
| Trọng tài    | Hilland              |

| Wigtown & Bladnoch | 0 – 9 | Stranraer |  |

|              |                      | Winter 11' (60), 77' · Malcolm 13' (45) · Aitken 38' · Grehan 43' (71) · McLom 88' | \| Chi tiết \| Chi tiết \| \| Ngày \| 22 tháng 10 năm 2011 \| \| Giờ thi đấu \| 14:00 \| \| Sân vận động \| Trammondford Park \| \| Số khán giả \| 450 \| \| Trọng tài \| Graham \| |
| Chi tiết     | Chi tiết             |                                                                                    | |
| Ngày         | 22 tháng 10 năm 2011 |                                                                                    | |
| Giờ thi đấu  | 14:00                |                                                                                    | |
| Sân vận động | Trammondford Park    |                                                                                    | |
| Số khán giả  | 450                  |                                                                                    | |
| Trọng tài    | Graham               |                                                                                    | |

| Chi tiết     | Chi tiết             |
| Ngày         | 22 tháng 10 năm 2011 |
| Giờ thi đấu  | 14:00                |
| Sân vận động | Trammondford Park    |
| Số khán giả  | 450                  |
| Trọng tài    | Graham               |

| Peterhead | 2 – 0 | Nairn County |  |

| Bavidge 12' (24) |                      |  | \| Chi tiết \| Chi tiết \| \| Ngày \| 22 tháng 10 năm 2011 \| \| Giờ thi đấu \| 15:00 \| \| Sân vận động \| Balmoor Stadium \| \| Số khán giả \| 625 \| \| Trọng tài \| Anderson \| |
| Chi tiết         | Chi tiết             |  | |
| Ngày             | 22 tháng 10 năm 2011 |  | |
| Giờ thi đấu      | 15:00                |  | |
| Sân vận động     | Balmoor Stadium      |  | |
| Số khán giả      | 625                  |  | |
| Trọng tài        | Anderson             |  | |

| Chi tiết     | Chi tiết             |
| Ngày         | 22 tháng 10 năm 2011 |
| Giờ thi đấu  | 15:00                |
| Sân vận động | Balmoor Stadium      |
| Số khán giả  | 625                  |
| Trọng tài    | Anderson             |

| Wick Academy | 0 – 1 | Keith |  |

|              |                      |  | \| Chi tiết \| Chi tiết \| \| Ngày \| 22 tháng 10 năm 2011 \| \| Giờ thi đấu \| 15:00 \| \| Sân vận động \| Harmsworth Park \| |
| Chi tiết     | Chi tiết             |  | |
| Ngày         | 22 tháng 10 năm 2011 |  | |
| Giờ thi đấu  | 15:00                |  | |
| Sân vận động | Harmsworth Park      |  | |

| Chi tiết     | Chi tiết             |
| Ngày         | 22 tháng 10 năm 2011 |
| Giờ thi đấu  | 15:00                |
| Sân vận động | Harmsworth Park      |

| Culter | 0 – 2† | Spartans |  |

|              |                      |  | \| Chi tiết \| Chi tiết \| \| Ngày \| 22 tháng 10 năm 2011 \| \| Giờ thi đấu \| 15:00 \| \| Sân vận động \| Crombie Park \| |
| Chi tiết     | Chi tiết             |  | |
| Ngày         | 22 tháng 10 năm 2011 |  | |
| Giờ thi đấu  | 15:00                |  | |
| Sân vận động | Crombie Park         |  | |

| Chi tiết     | Chi tiết             |
| Ngày         | 22 tháng 10 năm 2011 |
| Giờ thi đấu  | 15:00                |
| Sân vận động | Crombie Park         |

| Alloa Athletic | 2 – 2 | Annan Athletic |  |

| Cawley 16' · Masterton 68' |                      | Cox 36' · Watson 54' | \| Chi tiết \| Chi tiết \| \| Ngày \| 22 tháng 10 năm 2011 \| \| Giờ thi đấu \| 15:00 \| \| Sân vận động \| Recreation Park \| \| Số khán giả \| 490 \| \| Trọng tài \| Brines \| |
| Chi tiết                   | Chi tiết             |                      | |
| Ngày                       | 22 tháng 10 năm 2011 |                      | |
| Giờ thi đấu                | 15:00                |                      | |
| Sân vận động               | Recreation Park      |                      | |
| Số khán giả                | 490                  |                      | |
| Trọng tài                  | Brines               |                      | |

| Chi tiết     | Chi tiết             |
| Ngày         | 22 tháng 10 năm 2011 |
| Giờ thi đấu  | 15:00                |
| Sân vận động | Recreation Park      |
| Số khán giả  | 490                  |
| Trọng tài    | Brines               |

| Deveronvale | 4 – 0 | Berwick Rangers |  |

| Duncan 19' · Fraser 29' · Blackhall 66' · McKenzie 71' (Penalty) |                      | Thomson 69' | \| Chi tiết \| Chi tiết \| \| Ngày \| 22 tháng 10 năm 2011 \| \| Giờ thi đấu \| 15:00 \| \| Sân vận động \| Princess Royal Park \| \| Số khán giả \| 650 \| \| Trọng tài \| Robertson \| |
| Chi tiết                                                         | Chi tiết             |             | |
| Ngày                                                             | 22 tháng 10 năm 2011 |             | |
| Giờ thi đấu                                                      | 15:00                |             | |
| Sân vận động                                                     | Princess Royal Park  |             | |
| Số khán giả                                                      | 650                  |             | |
| Trọng tài                                                        | Robertson            |             | |

| Chi tiết     | Chi tiết             |
| Ngày         | 22 tháng 10 năm 2011 |
| Giờ thi đấu  | 15:00                |
| Sân vận động | Princess Royal Park  |
| Số khán giả  | 650                  |
| Trọng tài    | Robertson            |

| Auchinleck Talbot | 8 – 1 | Threave Rovers |  |

|              |                      |  | \| Chi tiết \| Chi tiết \| \| Ngày \| 22 tháng 10 năm 2011 \| \| Giờ thi đấu \| 15:00 \| \| Sân vận động \| Beechwood Park \| |
| Chi tiết     | Chi tiết             |  | |
| Ngày         | 22 tháng 10 năm 2011 |  | |
| Giờ thi đấu  | 15:00                |  | |
| Sân vận động | Beechwood Park       |  | |

| Chi tiết     | Chi tiết             |
| Ngày         | 22 tháng 10 năm 2011 |
| Giờ thi đấu  | 15:00                |
| Sân vận động | Beechwood Park       |

| Huntly | 0 – 3 | Queen's Park |  |

|              |                      | Longworth 44' · Burns 47' · Smith 78' | \| Chi tiết \| Chi tiết \| \| Ngày \| 22 tháng 10 năm 2011 \| \| Giờ thi đấu \| 15:00 \| \| Sân vận động \| Christie Park \| \| Số khán giả \| 520 \| \| Trọng tài \| Dallas \| |
| Chi tiết     | Chi tiết             |                                       | |
| Ngày         | 22 tháng 10 năm 2011 |                                       | |
| Giờ thi đấu  | 15:00                |                                       | |
| Sân vận động | Christie Park        |                                       | |
| Số khán giả  | 520                  |                                       | |
| Trọng tài    | Dallas               |                                       | |

| Chi tiết     | Chi tiết             |
| Ngày         | 22 tháng 10 năm 2011 |
| Giờ thi đấu  | 15:00                |
| Sân vận động | Christie Park        |
| Số khán giả  | 520                  |
| Trọng tài    | Dallas               |

| Montrose | 2 – 1 | Clyde |  |

| Lunan 23' · Pierce 49' |                      | Neil 19' | \| Chi tiết \| Chi tiết \| \| Ngày \| 22 tháng 10 năm 2011 \| \| Giờ thi đấu \| 15:00 \| \| Sân vận động \| Links Park Stadium \| \| Số khán giả \| 452 \| \| Trọng tài \| Robertson \| |
| Chi tiết               | Chi tiết             |          | |
| Ngày                   | 22 tháng 10 năm 2011 |          | |
| Giờ thi đấu            | 15:00                |          | |
| Sân vận động           | Links Park Stadium   |          | |
| Số khán giả            | 452                  |          | |
| Trọng tài              | Robertson            |          | |

| Chi tiết     | Chi tiết             |
| Ngày         | 22 tháng 10 năm 2011 |
| Giờ thi đấu  | 15:00                |
| Sân vận động | Links Park Stadium   |
| Số khán giả  | 452                  |
| Trọng tài    | Robertson            |

| Edinburgh City | 0 – 1 | Irvine Meadow |  |

|              |                      | McGeown 59' | \| Chi tiết \| Chi tiết \| \| Ngày \| 22 tháng 10 năm 2011 \| \| Giờ thi đấu \| 15:00 \| \| Sân vận động \| Meadowbank Stadium \| |
| Chi tiết     | Chi tiết             |             | |
| Ngày         | 22 tháng 10 năm 2011 |             | |
| Giờ thi đấu  | 15:00                |             | |
| Sân vận động | Meadowbank Stadium   |             | |

| Chi tiết     | Chi tiết             |
| Ngày         | 22 tháng 10 năm 2011 |
| Giờ thi đấu  | 15:00                |
| Sân vận động | Meadowbank Stadium   |

| East Stirlingshire | 1 – 1 | Buckie Thistle |  |

| Stirling 48' · Frances 90' · Cane 90' |                      | Hunter 53' (Own Goal) | \| Chi tiết \| Chi tiết \| \| Ngày \| 23 tháng 10 năm 2011 \| \| Giờ thi đấu \| 15:00 \| \| Sân vận động \| Ochilview Park \| \| Số khán giả \| 372 \| \| Trọng tài \| Cook \| |
| Chi tiết                              | Chi tiết             |                       | |
| Ngày                                  | 23 tháng 10 năm 2011 |                       | |
| Giờ thi đấu                           | 15:00                |                       | |
| Sân vận động                          | Ochilview Park       |                       | |
| Số khán giả                           | 372                  |                       | |
| Trọng tài                             | Cook                 |                       | |

| Chi tiết     | Chi tiết             |
| Ngày         | 23 tháng 10 năm 2011 |
| Giờ thi đấu  | 15:00                |
| Sân vận động | Ochilview Park       |
| Số khán giả  | 372                  |
| Trọng tài    | Cook                 |

Nguồn: BBC
† Spartans bị đuổi khỏi giải vì đưa vào sân cầu thủ không hợp lệ. Culter đi tiếp vào vòng Ba.
a.e.t. = sau hiệp phụ; agg. = tổng tỉ số; pen. = quyết định bằng luân lưu.

#### Đấu lại
| Inverurie Loco Works | 3 – 2 | Clachnacuddin |  |

|              |                      |  | \| Chi tiết \| Chi tiết \| \| Ngày \| 29 tháng 10 năm 2011 \| \| Giờ thi đấu \| 14:00 \| \| Sân vận động \| Harlaw Park \| \| Số khán giả \| 365 \| |
| Chi tiết     | Chi tiết             |  | |
| Ngày         | 29 tháng 10 năm 2011 |  | |
| Giờ thi đấu  | 14:00                |  | |
| Sân vận động | Harlaw Park          |  | |
| Số khán giả  | 365                  |  | |

| Chi tiết     | Chi tiết             |
| Ngày         | 29 tháng 10 năm 2011 |
| Giờ thi đấu  | 14:00                |
| Sân vận động | Harlaw Park          |
| Số khán giả  | 365                  |

| Elgin City | 5 – 2 | Fraserburgh |  |

|              |                      |  | \| Chi tiết \| Chi tiết \| \| Ngày \| 29 tháng 10 năm 2011 \| \| Giờ thi đấu \| 15:00 \| \| Sân vận động \| Borough Briggs \| |
| Chi tiết     | Chi tiết             |  | |
| Ngày         | 29 tháng 10 năm 2011 |  | |
| Giờ thi đấu  | 15:00                |  | |
| Sân vận động | Borough Briggs       |  | |

| Chi tiết     | Chi tiết             |
| Ngày         | 29 tháng 10 năm 2011 |
| Giờ thi đấu  | 15:00                |
| Sân vận động | Borough Briggs       |

| Annan Athletic | 2 – 0 | Alloa Athletic |  |

|              |                      |  | \| Chi tiết \| Chi tiết \| \| Ngày \| 29 tháng 10 năm 2011 \| \| Giờ thi đấu \| 15:00 \| \| Sân vận động \| Galabank \| \| Số khán giả \| 502 \| |
| Chi tiết     | Chi tiết             |  | |
| Ngày         | 29 tháng 10 năm 2011 |  | |
| Giờ thi đấu  | 15:00                |  | |
| Sân vận động | Galabank             |  | |
| Số khán giả  | 502                  |  | |

| Chi tiết     | Chi tiết             |
| Ngày         | 29 tháng 10 năm 2011 |
| Giờ thi đấu  | 15:00                |
| Sân vận động | Galabank             |
| Số khán giả  | 502                  |

| Buckie Thistle | 2 – 4 (a.e.t.) | East Stirlingshire |  |

|              |                      |  | \| Chi tiết \| Chi tiết \| \| Ngày \| 29 tháng 10 năm 2011 \| \| Giờ thi đấu \| 15:00 \| \| Sân vận động \| Victoria Park \| \| Số khán giả \| 500 \| |
| Chi tiết     | Chi tiết             |  | |
| Ngày         | 29 tháng 10 năm 2011 |  | |
| Giờ thi đấu  | 15:00                |  | |
| Sân vận động | Victoria Park        |  | |
| Số khán giả  | 500                  |  | |

| Chi tiết     | Chi tiết             |
| Ngày         | 29 tháng 10 năm 2011 |
| Giờ thi đấu  | 15:00                |
| Sân vận động | Victoria Park        |
| Số khán giả  | 500                  |

Nguồn: BBC Sport
a.e.t. = sau hiệp phụ; agg. = tổng tỉ số; pen. = quyết định bằng luân lưu.

### Vòng Ba
Lễ bốc thăm vòng Ba diễn ra vào ngày 26 tháng 10 năm 2011 tại Musselburgh Racecourse.
Có 16 đội thắng ở vòng Hai tham gia vòng này, cùng với 10 đội của SFL Second Division (Airdrie United, Albion Rovers, Arbroath, Brechin City, Cowdenbeath, Dumbarton, East Fife, Forfar Athletic, Stenhosemuir, Stirling Albion) và 6 đội của SFL First Division clubs (Ayr United, Dundee, Greenock Morton, Livingston, Partick Thistle, Ross County)
| Culter | 1 – 1 | Partick Thistle |  |

|              |                           |  | \| Ngày \| 19 tháng 11 năm 2011 \| \| Giờ thi đấu \| 13:30 \| \| Sân vận động \| Crombie Park, Peterculter \| |
| Ngày         | 19 tháng 11 năm 2011      |  | |
| Giờ thi đấu  | 13:30                     |  | |
| Sân vận động | Crombie Park, Peterculter |  | |

| Ngày         | 19 tháng 11 năm 2011      |
| Giờ thi đấu  | 13:30                     |
| Sân vận động | Crombie Park, Peterculter |

| Ayr United | 2 – 2 | Montrose |  |

|              |                      |  | \| Ngày \| 19 tháng 11 năm 2011 \| \| Giờ thi đấu \| 15:00 \| \| Sân vận động \| Somerset Park, Ayr \| |
| Ngày         | 19 tháng 11 năm 2011 |  | |
| Giờ thi đấu  | 15:00                |  | |
| Sân vận động | Somerset Park, Ayr   |  | |

| Ngày         | 19 tháng 11 năm 2011 |
| Giờ thi đấu  | 15:00                |
| Sân vận động | Somerset Park, Ayr   |

| Irvine Meadow | 0 – 6 | Livingston |  |

|              |                      |  | \| Ngày \| 19 tháng 11 năm 2011 \| \| Giờ thi đấu \| 14:00 \| \| Sân vận động \| Meadow Park, Irvine \| |
| Ngày         | 19 tháng 11 năm 2011 |  | |
| Giờ thi đấu  | 14:00                |  | |
| Sân vận động | Meadow Park, Irvine  |  | |

| Ngày         | 19 tháng 11 năm 2011 |
| Giờ thi đấu  | 14:00                |
| Sân vận động | Meadow Park, Irvine  |

| Stirling Albion | 1 – 2 | Dundee |  |

|              |                             |  | \| Ngày \| 19 tháng 11 năm 2011 \| \| Giờ thi đấu \| 15:00 \| \| Sân vận động \| Forthbank Stadium, Stirling \| |
| Ngày         | 19 tháng 11 năm 2011        |  | |
| Giờ thi đấu  | 15:00                       |  | |
| Sân vận động | Forthbank Stadium, Stirling |  | |

| Ngày         | 19 tháng 11 năm 2011        |
| Giờ thi đấu  | 15:00                       |
| Sân vận động | Forthbank Stadium, Stirling |

| Stenhousemuir | 4 – 0 | Annan Athletic |  |

|              |                               |  | \| Ngày \| 19 tháng 11 năm 2011 \| \| Giờ thi đấu \| 15:00 \| \| Sân vận động \| Ochilview Park, Stenhousemuir \| |
| Ngày         | 19 tháng 11 năm 2011          |  | |
| Giờ thi đấu  | 15:00                         |  | |
| Sân vận động | Ochilview Park, Stenhousemuir |  | |

| Ngày         | 19 tháng 11 năm 2011          |
| Giờ thi đấu  | 15:00                         |
| Sân vận động | Ochilview Park, Stenhousemuir |

| Greenock Morton | 5 – 1 | Deveronvale |  |

|              |                      |  | \| Ngày \| 19 tháng 11 năm 2011 \| \| Giờ thi đấu \| 15:00 \| \| Sân vận động \| Cappielow, Greenock \| |
| Ngày         | 19 tháng 11 năm 2011 |  | |
| Giờ thi đấu  | 15:00                |  | |
| Sân vận động | Cappielow, Greenock  |  | |

| Ngày         | 19 tháng 11 năm 2011 |
| Giờ thi đấu  | 15:00                |
| Sân vận động | Cappielow, Greenock  |

| Airdrie United | 11 – 0 | Gala Fairydean |  |

|              |                         |  | \| Ngày \| 19 tháng 11 năm 2011 \| \| Giờ thi đấu \| 15:00 \| \| Sân vận động \| New Broomfield, Airdrie \| |
| Ngày         | 19 tháng 11 năm 2011    |  | |
| Giờ thi đấu  | 15:00                   |  | |
| Sân vận động | New Broomfield, Airdrie |  | |

| Ngày         | 19 tháng 11 năm 2011    |
| Giờ thi đấu  | 15:00                   |
| Sân vận động | New Broomfield, Airdrie |

| Keith | 0 – 1 | Arbroath |  |

|              |                      |  | \| Ngày \| 19 tháng 11 năm 2011 \| \| Giờ thi đấu \| 15:00 \| \| Sân vận động \| Kynoch Park, Keith \| |
| Ngày         | 19 tháng 11 năm 2011 |  | |
| Giờ thi đấu  | 15:00                |  | |
| Sân vận động | Kynoch Park, Keith   |  | |

| Ngày         | 19 tháng 11 năm 2011 |
| Giờ thi đấu  | 15:00                |
| Sân vận động | Kynoch Park, Keith   |

| Elgin City | 1 – 1 | Queen's Park |  |

|              |                       |  | \| Ngày \| 19 tháng 11 năm 2011 \| \| Giờ thi đấu \| 15:00 \| \| Sân vận động \| Borough Briggs, Elgin \| |
| Ngày         | 19 tháng 11 năm 2011  |  | |
| Giờ thi đấu  | 15:00                 |  | |
| Sân vận động | Borough Briggs, Elgin |  | |

| Ngày         | 19 tháng 11 năm 2011  |
| Giờ thi đấu  | 15:00                 |
| Sân vận động | Borough Briggs, Elgin |

| Stranraer | 1 – 1 | Forfar Athletic |  |

|              |                       |  | \| Ngày \| 19 tháng 11 năm 2011 \| \| Giờ thi đấu \| 15:00 \| \| Sân vận động \| Stair Park, Stranraer \| |
| Ngày         | 19 tháng 11 năm 2011  |  | |
| Giờ thi đấu  | 15:00                 |  | |
| Sân vận động | Stair Park, Stranraer |  | |

| Ngày         | 19 tháng 11 năm 2011  |
| Giờ thi đấu  | 15:00                 |
| Sân vận động | Stair Park, Stranraer |

| Inverurie Loco Works | 2 – 4 | Peterhead |  |

|              |                        |  | \| Ngày \| 19 tháng 11 năm 2011 \| \| Giờ thi đấu \| 15:00 \| \| Sân vận động \| Harlaw Park, Inverurie \| |
| Ngày         | 19 tháng 11 năm 2011   |  | |
| Giờ thi đấu  | 15:00                  |  | |
| Sân vận động | Harlaw Park, Inverurie |  | |

| Ngày         | 19 tháng 11 năm 2011   |
| Giờ thi đấu  | 15:00                  |
| Sân vận động | Harlaw Park, Inverurie |

| Ross County | 4 – 0 | Albion Rovers |  |

|              |                         |  | \| Ngày \| 19 tháng 11 năm 2011 \| \| Giờ thi đấu \| 15:00 \| \| Sân vận động \| Victoria Park, Dingwall \| |
| Ngày         | 19 tháng 11 năm 2011    |  | |
| Giờ thi đấu  | 15:00                   |  | |
| Sân vận động | Victoria Park, Dingwall |  | |

| Ngày         | 19 tháng 11 năm 2011    |
| Giờ thi đấu  | 15:00                   |
| Sân vận động | Victoria Park, Dingwall |

| Bo'ness United | 0 – 3 | Cowdenbeath |  |

|              |                       |  | \| Ngày \| 19 tháng 11 năm 2011 \| \| Giờ thi đấu \| 14:00 \| \| Sân vận động \| Newtown Park, Bo'ness \| |
| Ngày         | 19 tháng 11 năm 2011  |  | |
| Giờ thi đấu  | 14:00                 |  | |
| Sân vận động | Newtown Park, Bo'ness |  | |

| Ngày         | 19 tháng 11 năm 2011  |
| Giờ thi đấu  | 14:00                 |
| Sân vận động | Newtown Park, Bo'ness |

| Auchinleck Talbot | 3 – 1 | Vale of Leithen |  |

|              |                            |  | \| Ngày \| 19 tháng 11 năm 2011 \| \| Giờ thi đấu \| 14:00 \| \| Sân vận động \| Beechwood Park, Auchinleck \| |
| Ngày         | 19 tháng 11 năm 2011       |  | |
| Giờ thi đấu  | 14:00                      |  | |
| Sân vận động | Beechwood Park, Auchinleck |  | |

| Ngày         | 19 tháng 11 năm 2011       |
| Giờ thi đấu  | 14:00                      |
| Sân vận động | Beechwood Park, Auchinleck |

| Brechin City | 3 – 0 | Dumbarton |  |

|              |                      |  | \| Ngày \| 19 tháng 11 năm 2011 \| \| Giờ thi đấu \| 15:00 \| \| Sân vận động \| Glebe Park, Brechin \| |
| Ngày         | 19 tháng 11 năm 2011 |  | |
| Giờ thi đấu  | 15:00                |  | |
| Sân vận động | Glebe Park, Brechin  |  | |

| Ngày         | 19 tháng 11 năm 2011 |
| Giờ thi đấu  | 15:00                |
| Sân vận động | Glebe Park, Brechin  |

| East Fife | 5 – 0 | East Stirlingshire |  |

|              |                         |  | \| Ngày \| 19 tháng 11 năm 2011 \| \| Giờ thi đấu \| 15:00 \| \| Sân vận động \| Bayview Stadium, Methil \| |
| Ngày         | 19 tháng 11 năm 2011    |  | |
| Giờ thi đấu  | 15:00                   |  | |
| Sân vận động | Bayview Stadium, Methil |  | |

| Ngày         | 19 tháng 11 năm 2011    |
| Giờ thi đấu  | 15:00                   |
| Sân vận động | Bayview Stadium, Methil |

Nguồn: BBC Sport
a.e.t. = sau hiệp phụ; agg. = tổng tỉ số; pen. = quyết định bằng luân lưu.

#### Đấu lại
| Partick Thistle | 4 – 0 | Culter |  |

| Elliot 1' · Cairney 26', 29' · Erskine 47' |                          |  | \| Chi tiết \| Chi tiết \| \| Ngày \| 26 tháng 11 năm 2011 \| \| Giờ thi đấu \| 15:00 \| \| Sân vận động \| Firhill Stadium, Glasgow \| \| Số khán giả \| 1,864 \| \| Trọng tài \| Des Roache \| |
| Chi tiết                                   | Chi tiết                 |  | |
| Ngày                                       | 26 tháng 11 năm 2011     |  | |
| Giờ thi đấu                                | 15:00                    |  | |
| Sân vận động                               | Firhill Stadium, Glasgow |  | |
| Số khán giả                                | 1,864                    |  | |
| Trọng tài                                  | Des Roache               |  | |

| Chi tiết     | Chi tiết                 |
| Ngày         | 26 tháng 11 năm 2011     |
| Giờ thi đấu  | 15:00                    |
| Sân vận động | Firhill Stadium, Glasgow |
| Số khán giả  | 1,864                    |
| Trọng tài    | Des Roache               |

| Montrose | 1 – 2 | Ayr United |  |

| Winter 81'   |                      | Trouten 28', 73' | \| Ngày \| 22 tháng 11 năm 2011 \| \| Giờ thi đấu \| 19:45 \| \| Sân vận động \| Links Park, Montrose \| \| Số khán giả \| 575 \| \| Trọng tài \| Mat Northcroft \| |
| Ngày         | 22 tháng 11 năm 2011 |                  | |
| Giờ thi đấu  | 19:45                |                  | |
| Sân vận động | Links Park, Montrose |                  | |
| Số khán giả  | 575                  |                  | |
| Trọng tài    | Mat Northcroft       |                  | |

| Ngày         | 22 tháng 11 năm 2011 |
| Giờ thi đấu  | 19:45                |
| Sân vận động | Links Park, Montrose |
| Số khán giả  | 575                  |
| Trọng tài    | Mat Northcroft       |

| Queen's Park | 3 – 1 | Elgin City |  |

| Murray 11' · Smith 43', 87' |                       | Clark 56' · Gunn 74' | \| Chi tiết \| Chi tiết \| \| Ngày \| 26 tháng 11 năm 2011 \| \| Giờ thi đấu \| 15:00 \| \| Sân vận động \| Hampden Park, Glasgow \| \| Số khán giả \| 513 \| \| Trọng tài \| Frank McDermott \| |
| Chi tiết                    | Chi tiết              |                      | |
| Ngày                        | 26 tháng 11 năm 2011  |                      | |
| Giờ thi đấu                 | 15:00                 |                      | |
| Sân vận động                | Hampden Park, Glasgow |                      | |
| Số khán giả                 | 513                   |                      | |
| Trọng tài                   | Frank McDermott       |                      | |

| Chi tiết     | Chi tiết              |
| Ngày         | 26 tháng 11 năm 2011  |
| Giờ thi đấu  | 15:00                 |
| Sân vận động | Hampden Park, Glasgow |
| Số khán giả  | 513                   |
| Trọng tài    | Frank McDermott       |

| Forfar Athletic | 3 – 0 | Stranraer |  |

| Ross 67' · Templeman 76' · Gibson 87' |                      |  | \| Chi tiết \| Chi tiết \| \| Ngày \| 26 tháng 11 năm 2011 \| \| Giờ thi đấu \| 15:00 \| \| Sân vận động \| Station Park, Forfar \| \| Số khán giả \| 423 \| \| Trọng tài \| Brian Colvin \| |
| Chi tiết                              | Chi tiết             |  | |
| Ngày                                  | 26 tháng 11 năm 2011 |  | |
| Giờ thi đấu                           | 15:00                |  | |
| Sân vận động                          | Station Park, Forfar |  | |
| Số khán giả                           | 423                  |  | |
| Trọng tài                             | Brian Colvin         |  | |

| Chi tiết     | Chi tiết             |
| Ngày         | 26 tháng 11 năm 2011 |
| Giờ thi đấu  | 15:00                |
| Sân vận động | Station Park, Forfar |
| Số khán giả  | 423                  |
| Trọng tài    | Brian Colvin         |

Nguồn: BBC Sport
a.e.t. = sau hiệp phụ; agg. = tổng tỉ số; pen. = quyết định bằng luân lưu.

### Vòng Bốn
Lễ bốc thăm vòng Bốn diễn ra vào ngày 22 tháng 11 năm 2011 lúc 10:30am tại Hampden Park trực tiếp trên Sky Sports News.
Có 16 đội thắng ở vòng Ba tham gia vòng này, cùng với 12 đội của SPL clubs (Aberdeen, Celtic, Dundee United, Dunfermline Athletic, Heart of Midlothian, Hibernian, Inverness Caledonian Thistle, Kilmarnock, Motherwell, Rangers, St Johnstone, St Mirren) và 4 đội SFL First Division chưa thi đấu ở vòng Ba (Falkirk, Hamilton Academical, Queen of the South, Raith Rovers).
| Ross County | 7 – 0 | Stenhousemuir |  |

| Vigurs 5', 75' · Brittain 52' (ph.đ.) · Gardyne 62' · Craig 71' · Byrne 87', 88' |                         | McMillan 51' | \| Chi tiết \| Chi tiết \| \| Ngày \| 7 tháng Một \| \| Giờ thi đấu \| 15:00 \| \| Sân vận động \| Victoria Park, Dingwall \| \| Số khán giả \| 1,421 \| \| Trọng tài \| Allan \| |
| Chi tiết                                                                         | Chi tiết                |              | |
| Ngày                                                                             | 7 tháng Một             |              | |
| Giờ thi đấu                                                                      | 15:00                   |              | |
| Sân vận động                                                                     | Victoria Park, Dingwall |              | |
| Số khán giả                                                                      | 1,421                   |              | |
| Trọng tài                                                                        | Allan                   |              | |

| Chi tiết     | Chi tiết                |
| Ngày         | 7 tháng Một             |
| Giờ thi đấu  | 15:00                   |
| Sân vận động | Victoria Park, Dingwall |
| Số khán giả  | 1,421                   |
| Trọng tài    | Allan                   |

| Livingston | 1 – 2 | Ayr United |  |

| McNulty 43'  |                                | Geggan 39' · McGowan 52' | \| Chi tiết \| Chi tiết \| \| Ngày \| 7 tháng Một \| \| Giờ thi đấu \| 15:00 \| \| Sân vận động \| Almondvale Stadium, Livingston \| \| Số khán giả \| 932 \| \| Trọng tài \| Salmond \| |
| Chi tiết     | Chi tiết                       |                          | |
| Ngày         | 7 tháng Một                    |                          | |
| Giờ thi đấu  | 15:00                          |                          | |
| Sân vận động | Almondvale Stadium, Livingston |                          | |
| Số khán giả  | 932                            |                          | |
| Trọng tài    | Salmond                        |                          | |

| Chi tiết     | Chi tiết                       |
| Ngày         | 7 tháng Một                    |
| Giờ thi đấu  | 15:00                          |
| Sân vận động | Almondvale Stadium, Livingston |
| Số khán giả  | 932                            |
| Trọng tài    | Salmond                        |

| Raith Rovers | 1 – 2 | Greenock Morton |  |

| Clarke 39'   |                         | Campbell 67' · MacDonald 76' (ph.đ.) | \| Chi tiết \| Chi tiết \| \| Ngày \| 7 tháng Một \| \| Giờ thi đấu \| 15:00 \| \| Sân vận động \| Stark's Park, Kirkcaldy \| \| Số khán giả \| 1,581 \| \| Trọng tài \| McLean \| |
| Chi tiết     | Chi tiết                |                                      | |
| Ngày         | 7 tháng Một             |                                      | |
| Giờ thi đấu  | 15:00                   |                                      | |
| Sân vận động | Stark's Park, Kirkcaldy |                                      | |
| Số khán giả  | 1,581                   |                                      | |
| Trọng tài    | McLean                  |                                      | |

| Chi tiết     | Chi tiết                |
| Ngày         | 7 tháng Một             |
| Giờ thi đấu  | 15:00                   |
| Sân vận động | Stark's Park, Kirkcaldy |
| Số khán giả  | 1,581                   |
| Trọng tài    | McLean                  |

| Hearts | 1 – 0 | Auchinleck Talbot |  |

| G. Smith 84' |                               |  | \| Chi tiết \| Chi tiết \| \| Ngày \| 7 tháng Một \| \| Giờ thi đấu \| 15:00 \| \| Sân vận động \| Tynecastle Stadium, Edinburgh \| \| Số khán giả \| 8,895 \| \| Trọng tài \| Beaton \| |
| Chi tiết     | Chi tiết                      |  | |
| Ngày         | 7 tháng Một                   |  | |
| Giờ thi đấu  | 15:00                         |  | |
| Sân vận động | Tynecastle Stadium, Edinburgh |  | |
| Số khán giả  | 8,895                         |  | |
| Trọng tài    | Beaton                        |  | |

| Chi tiết     | Chi tiết                      |
| Ngày         | 7 tháng Một                   |
| Giờ thi đấu  | 15:00                         |
| Sân vận động | Tynecastle Stadium, Edinburgh |
| Số khán giả  | 8,895                         |
| Trọng tài    | Beaton                        |

| Cowdenbeath | 2 – 3 | Hibernian |  |

| Stewart 1' · Robertson 69' |                           | Griffiths 18' · Doyle 27' · Wotherspoon 54' | \| Chi tiết \| Chi tiết \| \| Ngày \| 7 tháng Một \| \| Giờ thi đấu \| 15:00 \| \| Sân vận động \| Central Park, Cowdenbeath \| \| Số khán giả \| 2,670 \| \| Trọng tài \| Madden \| |
| Chi tiết                   | Chi tiết                  |                                             | |
| Ngày                       | 7 tháng Một               |                                             | |
| Giờ thi đấu                | 15:00                     |                                             | |
| Sân vận động               | Central Park, Cowdenbeath |                                             | |
| Số khán giả                | 2,670                     |                                             | |
| Trọng tài                  | Madden                    |                                             | |

| Chi tiết     | Chi tiết                  |
| Ngày         | 7 tháng Một               |
| Giờ thi đấu  | 15:00                     |
| Sân vận động | Central Park, Cowdenbeath |
| Số khán giả  | 2,670                     |
| Trọng tài    | Madden                    |

| St Johnstone | 2 – 1 | Brechin City |  |

| Davidson 6' · Sandaza 46' |                       | McManus 26' · McLauchlan | \| Chi tiết \| Chi tiết \| \| Ngày \| 7 tháng Một \| \| Giờ thi đấu \| 15:00 \| \| Sân vận động \| McDiarmid Park, Perth \| \| Số khán giả \| 2,467 \| \| Trọng tài \| Tumilty \| |
| Chi tiết                  | Chi tiết              |                          | |
| Ngày                      | 7 tháng Một           |                          | |
| Giờ thi đấu               | 15:00                 |                          | |
| Sân vận động              | McDiarmid Park, Perth |                          | |
| Số khán giả               | 2,467                 |                          | |
| Trọng tài                 | Tumilty               |                          | |

| Chi tiết     | Chi tiết              |
| Ngày         | 7 tháng Một           |
| Giờ thi đấu  | 15:00                 |
| Sân vận động | McDiarmid Park, Perth |
| Số khán giả  | 2,467                 |
| Trọng tài    | Tumilty               |

| Forfar Athletic | 0 – 4 | Aberdeen |  |

|              |                      | Vernon 31' · Chalali 41' · Fallon 71' · Megginson 84' | \| Chi tiết \| Chi tiết \| \| Ngày \| 7 tháng Một \| \| Giờ thi đấu \| 15:00 \| \| Sân vận động \| Station Park, Forfar \| \| Số khán giả \| 3,747 \| \| Trọng tài \| Colvin \| |
| Chi tiết     | Chi tiết             |                                                       | |
| Ngày         | 7 tháng Một          |                                                       | |
| Giờ thi đấu  | 15:00                |                                                       | |
| Sân vận động | Station Park, Forfar |                                                       | |
| Số khán giả  | 3,747                |                                                       | |
| Trọng tài    | Colvin               |                                                       | |

| Chi tiết     | Chi tiết             |
| Ngày         | 7 tháng Một          |
| Giờ thi đấu  | 15:00                |
| Sân vận động | Station Park, Forfar |
| Số khán giả  | 3,747                |
| Trọng tài    | Colvin               |

| Partick Thistle | 0 – 1 | Queen of the South |  |

|              |                          | Carmichael 89' | \| Chi tiết \| Chi tiết \| \| Ngày \| 7 tháng Một \| \| Giờ thi đấu \| 15:00 \| \| Sân vận động \| Firhill Stadium, Glasgow \| \| Số khán giả \| 2,454 \| \| Trọng tài \| Roache \| |
| Chi tiết     | Chi tiết                 |                | |
| Ngày         | 7 tháng Một              |                | |
| Giờ thi đấu  | 15:00                    |                | |
| Sân vận động | Firhill Stadium, Glasgow |                | |
| Số khán giả  | 2,454                    |                | |
| Trọng tài    | Roache                   |                | |

| Chi tiết     | Chi tiết                 |
| Ngày         | 7 tháng Một              |
| Giờ thi đấu  | 15:00                    |
| Sân vận động | Firhill Stadium, Glasgow |
| Số khán giả  | 2,454                    |
| Trọng tài    | Roache                   |

| Inverness CT | 1 – 1 | Dunfermline Athletic |  |

| Gillet 29' · Hayes 90+4' |                               | Barrowman 30' | \| Chi tiết \| Chi tiết \| \| Ngày \| 7 tháng Một \| \| Giờ thi đấu \| 15:00 \| \| Sân vận động \| Caledonian Stadium, Inverness \| \| Số khán giả \| 1,601 \| \| Trọng tài \| Norris \| |
| Chi tiết                 | Chi tiết                      |               | |
| Ngày                     | 7 tháng Một                   |               | |
| Giờ thi đấu              | 15:00                         |               | |
| Sân vận động             | Caledonian Stadium, Inverness |               | |
| Số khán giả              | 1,601                         |               | |
| Trọng tài                | Norris                        |               | |

| Chi tiết     | Chi tiết                      |
| Ngày         | 7 tháng Một                   |
| Giờ thi đấu  | 15:00                         |
| Sân vận động | Caledonian Stadium, Inverness |
| Số khán giả  | 1,601                         |
| Trọng tài    | Norris                        |

| Falkirk | 2 – 0 | East Fife |  |

| Dods 7' · El Alagui 23' |                          |  | \| Chi tiết \| Chi tiết \| \| Ngày \| 7 tháng Một \| \| Giờ thi đấu \| 15:00 \| \| Sân vận động \| Falkirk Stadium, Falkirk \| \| Số khán giả \| 2,475 \| \| Trọng tài \| McKendrick \| |
| Chi tiết                | Chi tiết                 |  | |
| Ngày                    | 7 tháng Một              |  | |
| Giờ thi đấu             | 15:00                    |  | |
| Sân vận động            | Falkirk Stadium, Falkirk |  | |
| Số khán giả             | 2,475                    |  | |
| Trọng tài               | McKendrick               |  | |

| Chi tiết     | Chi tiết                 |
| Ngày         | 7 tháng Một              |
| Giờ thi đấu  | 15:00                    |
| Sân vận động | Falkirk Stadium, Falkirk |
| Số khán giả  | 2,475                    |
| Trọng tài    | McKendrick               |

| Motherwell | 4 – 0 | Queen's Park |  |

| Daley 5' · Murphy 21', 71' · Ojamaa 90' |                      |  | \| Chi tiết \| Chi tiết \| \| Ngày \| 7 tháng Một \| \| Giờ thi đấu \| 15:00 \| \| Sân vận động \| Fir Park, Motherwell \| \| Số khán giả \| 4,286 \| \| Trọng tài \| Clancy \| |
| Chi tiết                                | Chi tiết             |  | |
| Ngày                                    | 7 tháng Một          |  | |
| Giờ thi đấu                             | 15:00                |  | |
| Sân vận động                            | Fir Park, Motherwell |  | |
| Số khán giả                             | 4,286                |  | |
| Trọng tài                               | Clancy               |  | |

| Chi tiết     | Chi tiết             |
| Ngày         | 7 tháng Một          |
| Giờ thi đấu  | 15:00                |
| Sân vận động | Fir Park, Motherwell |
| Số khán giả  | 4,286                |
| Trọng tài    | Clancy               |

| Arbroath | 0 – 4 | Rangers |  |

|              |                         | Healy 18' · Wedderburn 22' (l.n.) · Jelavić 59' · Kerkar 77' | \| Chi tiết \| Chi tiết \| \| Ngày \| 8 tháng Một \| \| Giờ thi đấu \| 12:45 \| \| Sân vận động \| Gayfield Park, Arbroath \| \| Số khán giả \| 5,895 \| \| Trọng tài \| Murray \| |
| Chi tiết     | Chi tiết                |                                                              | |
| Ngày         | 8 tháng Một             |                                                              | |
| Giờ thi đấu  | 12:45                   |                                                              | |
| Sân vận động | Gayfield Park, Arbroath |                                                              | |
| Số khán giả  | 5,895                   |                                                              | |
| Trọng tài    | Murray                  |                                                              | |

| Chi tiết     | Chi tiết                |
| Ngày         | 8 tháng Một             |
| Giờ thi đấu  | 12:45                   |
| Sân vận động | Gayfield Park, Arbroath |
| Số khán giả  | 5,895                   |
| Trọng tài    | Murray                  |

| Peterhead | 0 – 3 | Celtic |  |

|              |                            | Stokes 36', 57', 82' | \| Chi tiết \| Chi tiết \| \| Ngày \| 8 tháng Một \| \| Giờ thi đấu \| 15:00 \| \| Sân vận động \| Balmoor Stadium, Peterhead \| \| Số khán giả \| 4,600 \| \| Trọng tài \| Muir \| |
| Chi tiết     | Chi tiết                   |                      | |
| Ngày         | 8 tháng Một                |                      | |
| Giờ thi đấu  | 15:00                      |                      | |
| Sân vận động | Balmoor Stadium, Peterhead |                      | |
| Số khán giả  | 4,600                      |                      | |
| Trọng tài    | Muir                       |                      | |

| Chi tiết     | Chi tiết                   |
| Ngày         | 8 tháng Một                |
| Giờ thi đấu  | 15:00                      |
| Sân vận động | Balmoor Stadium, Peterhead |
| Số khán giả  | 4,600                      |
| Trọng tài    | Muir                       |

| Airdrie United | 2 – 6 | Dundee United |  |

| Donnelly 85', 90' |                            | Rankin 17' · Robertson 43' · Russell 62', 68', 84' · Mackay-Steven 71' | \| Chi tiết \| Chi tiết \| \| Ngày \| 7 tháng Một \| \| Giờ thi đấu \| 15:00 \| \| Sân vận động \| Excelsior Stadium, Airdrie \| \| Số khán giả \| 2,434 \| \| Trọng tài \| Charleston \| |
| Chi tiết          | Chi tiết                   |                                                                        | |
| Ngày              | 7 tháng Một                |                                                                        | |
| Giờ thi đấu       | 15:00                      |                                                                        | |
| Sân vận động      | Excelsior Stadium, Airdrie |                                                                        | |
| Số khán giả       | 2,434                      |                                                                        | |
| Trọng tài         | Charleston                 |                                                                        | |

| Chi tiết     | Chi tiết                   |
| Ngày         | 7 tháng Một                |
| Giờ thi đấu  | 15:00                      |
| Sân vận động | Excelsior Stadium, Airdrie |
| Số khán giả  | 2,434                      |
| Trọng tài    | Charleston                 |

| Dundee | 1 – 1 | Kilmarnock |  |

| Milne 46'    |                   | Pascali 32' | \| Chi tiết \| Chi tiết \| \| Ngày \| 7 tháng Một \| \| Giờ thi đấu \| 12:30 \| \| Sân vận động \| Dens Park, Dundee \| \| Số khán giả \| 3,446 \| \| Trọng tài \| O'Reilly \| |
| Chi tiết     | Chi tiết          |             | |
| Ngày         | 7 tháng Một       |             | |
| Giờ thi đấu  | 12:30             |             | |
| Sân vận động | Dens Park, Dundee |             | |
| Số khán giả  | 3,446             |             | |
| Trọng tài    | O'Reilly          |             | |

| Chi tiết     | Chi tiết          |
| Ngày         | 7 tháng Một       |
| Giờ thi đấu  | 12:30             |
| Sân vận động | Dens Park, Dundee |
| Số khán giả  | 3,446             |
| Trọng tài    | O'Reilly          |

| St Mirren | 0 – 0 | Hamilton Academical |  |

|              |                         |  | \| Chi tiết \| Chi tiết \| \| Ngày \| 7 tháng Một \| \| Giờ thi đấu \| 15:00 \| \| Sân vận động \| St Mirren Park, Paisley \| \| Số khán giả \| 3,091 \| \| Trọng tài \| Collum \| |
| Chi tiết     | Chi tiết                |  | |
| Ngày         | 7 tháng Một             |  | |
| Giờ thi đấu  | 15:00                   |  | |
| Sân vận động | St Mirren Park, Paisley |  | |
| Số khán giả  | 3,091                   |  | |
| Trọng tài    | Collum                  |  | |

| Chi tiết     | Chi tiết                |
| Ngày         | 7 tháng Một             |
| Giờ thi đấu  | 15:00                   |
| Sân vận động | St Mirren Park, Paisley |
| Số khán giả  | 3,091                   |
| Trọng tài    | Collum                  |

Nguồn: BBC Sport
a.e.t. = sau hiệp phụ; agg. = tổng tỉ số; pen. = quyết định bằng luân lưu.

#### Đấu lại
| Hamilton Academical | 0 – 1 | St Mirren |  |

|              |                            | Carey 21' | \| Chi tiết \| Chi tiết \| \| Ngày \| 17 tháng Một \| \| Giờ thi đấu \| 19:45 \| \| Sân vận động \| New Douglas Park, Hamilton \| \| Số khán giả \| 1,520 \| \| Trọng tài \| William Collum \| |
| Chi tiết     | Chi tiết                   |           | |
| Ngày         | 17 tháng Một               |           | |
| Giờ thi đấu  | 19:45                      |           | |
| Sân vận động | New Douglas Park, Hamilton |           | |
| Số khán giả  | 1,520                      |           | |
| Trọng tài    | William Collum             |           | |

| Chi tiết     | Chi tiết                   |
| Ngày         | 17 tháng Một               |
| Giờ thi đấu  | 19:45                      |
| Sân vận động | New Douglas Park, Hamilton |
| Số khán giả  | 1,520                      |
| Trọng tài    | William Collum             |

| Kilmarnock | 2 – 1 | Dundee |  |

| Heffernan 35' · Shiels 44' |                        | Rae 63' | \| Chi tiết \| Chi tiết \| \| Ngày \| 17 tháng Một \| \| Giờ thi đấu \| 19:45 \| \| Sân vận động \| Rugby Park, Kilmarnock \| \| Số khán giả \| 4,618 \| \| Trọng tài \| Stevie O'Reilly \| |
| Chi tiết                   | Chi tiết               |         | |
| Ngày                       | 17 tháng Một           |         | |
| Giờ thi đấu                | 19:45                  |         | |
| Sân vận động               | Rugby Park, Kilmarnock |         | |
| Số khán giả                | 4,618                  |         | |
| Trọng tài                  | Stevie O'Reilly        |         | |

| Chi tiết     | Chi tiết               |
| Ngày         | 17 tháng Một           |
| Giờ thi đấu  | 19:45                  |
| Sân vận động | Rugby Park, Kilmarnock |
| Số khán giả  | 4,618                  |
| Trọng tài    | Stevie O'Reilly        |

| Dunfermline Athletic | 1 – 3 (a.e.t.) | Inverness CT |  |

| Barrowman 40' |                            | Hayes 54' · Shinnie 93' · Tansey 110' | \| Chi tiết \| Chi tiết \| \| Ngày \| 18 tháng Một \| \| Giờ thi đấu \| 19:45 \| \| Sân vận động \| East End Park, Dunfermline \| \| Số khán giả \| 1,594 \| \| Trọng tài \| Euan Norris \| |
| Chi tiết      | Chi tiết                   |                                       | |
| Ngày          | 18 tháng Một               |                                       | |
| Giờ thi đấu   | 19:45                      |                                       | |
| Sân vận động  | East End Park, Dunfermline |                                       | |
| Số khán giả   | 1,594                      |                                       | |
| Trọng tài     | Euan Norris                |                                       | |

| Chi tiết     | Chi tiết                   |
| Ngày         | 18 tháng Một               |
| Giờ thi đấu  | 19:45                      |
| Sân vận động | East End Park, Dunfermline |
| Số khán giả  | 1,594                      |
| Trọng tài    | Euan Norris                |

Nguồn: BBC Sport
a.e.t. = sau hiệp phụ; agg. = tổng tỉ số; pen. = quyết định bằng luân lưu.

### Vòng Năm
Lễ bốc thăm vòng Năm diễn ra vào ngày 9 tháng 1 năm 2012 lúc 2:30pm tại Hampden Park trực tiếp trên Sky Sports News.
16 đội thắng ở vòng Bốn tham gia vòng này.
| Inverness CT | 0 − 2 | Celtic |  |

|              |                                   | Samaras 33' · Brown 68' (ph.đ.) | \| Chi tiết \| Chi tiết \| \| Ngày \| 4 tháng 2 \| \| Giờ thi đấu \| 12:45 \| \| Sân vận động \| Sân vận động Caledonia, Inverness \| \| Số khán giả \| 5,743 \| \| Trọng tài \| Calum Murray \| |
| Chi tiết     | Chi tiết                          |                                 | |
| Ngày         | 4 tháng 2                         |                                 | |
| Giờ thi đấu  | 12:45                             |                                 | |
| Sân vận động | Sân vận động Caledonia, Inverness |                                 | |
| Số khán giả  | 5,743                             |                                 | |
| Trọng tài    | Calum Murray                      |                                 | |

| Chi tiết     | Chi tiết                          |
| Ngày         | 4 tháng 2                         |
| Giờ thi đấu  | 12:45                             |
| Sân vận động | Sân vận động Caledonia, Inverness |
| Số khán giả  | 5,743                             |
| Trọng tài    | Calum Murray                      |

| Hibernian | 1 − 0 | Kilmarnock |  |

| Doyle 15'    |                        |  | \| Chi tiết \| Chi tiết \| \| Ngày \| 4 tháng 2 \| \| Giờ thi đấu \| 15:00 \| \| Sân vận động \| Easter Road, Edinburgh \| \| Số khán giả \| 8,198 \| \| Trọng tài \| Iain Brines \| |
| Chi tiết     | Chi tiết               |  | |
| Ngày         | 4 tháng 2              |  | |
| Giờ thi đấu  | 15:00                  |  | |
| Sân vận động | Easter Road, Edinburgh |  | |
| Số khán giả  | 8,198                  |  | |
| Trọng tài    | Iain Brines            |  | |

| Chi tiết     | Chi tiết               |
| Ngày         | 4 tháng 2              |
| Giờ thi đấu  | 15:00                  |
| Sân vận động | Easter Road, Edinburgh |
| Số khán giả  | 8,198                  |
| Trọng tài    | Iain Brines            |

| Motherwell | 6 − 0 | Greenock Morton |  |

| Hateley 9' · Murphy 29', 67' · Hutchinson 33' · Ojamaa 35' · Law 41' |                      |  | \| Chi tiết \| Chi tiết \| \| Ngày \| 4 tháng 2 \| \| Giờ thi đấu \| 15:00 \| \| Sân vận động \| Fir Park, Motherwell \| \| Số khán giả \| 5,139 \| \| Trọng tài \| Euan Norris \| |
| Chi tiết                                                             | Chi tiết             |  | |
| Ngày                                                                 | 4 tháng 2            |  | |
| Giờ thi đấu                                                          | 15:00                |  | |
| Sân vận động                                                         | Fir Park, Motherwell |  | |
| Số khán giả                                                          | 5,139                |  | |
| Trọng tài                                                            | Euan Norris          |  | |

| Chi tiết     | Chi tiết             |
| Ngày         | 4 tháng 2            |
| Giờ thi đấu  | 15:00                |
| Sân vận động | Fir Park, Motherwell |
| Số khán giả  | 5,139                |
| Trọng tài    | Euan Norris          |

| St Mirren | 1 − 1 | Ross County |  |

| Thompson 43' |                         | Brittain 40' (ph.đ.) | \| Chi tiết \| Chi tiết \| \| Ngày \| 4 tháng 2 \| \| Giờ thi đấu \| 15:00 \| \| Sân vận động \| St Mirren Park, Paisley \| \| Số khán giả \| 3,334 \| \| Trọng tài \| Bobby Madden \| |
| Chi tiết     | Chi tiết                |                      | |
| Ngày         | 4 tháng 2               |                      | |
| Giờ thi đấu  | 15:00                   |                      | |
| Sân vận động | St Mirren Park, Paisley |                      | |
| Số khán giả  | 3,334                   |                      | |
| Trọng tài    | Bobby Madden            |                      | |

| Chi tiết     | Chi tiết                |
| Ngày         | 4 tháng 2               |
| Giờ thi đấu  | 15:00                   |
| Sân vận động | St Mirren Park, Paisley |
| Số khán giả  | 3,334                   |
| Trọng tài    | Bobby Madden            |

| Aberdeen | 1 − 1 | Queen of the South |  |

| Vernon 67'   |                             | McLaughlin 54' | \| Chi tiết \| Chi tiết \| \| Ngày \| 4 tháng 2 \| \| Giờ thi đấu \| 15:00 \| \| Sân vận động \| Pittodrie Stadium, Aberdeen \| \| Số khán giả \| 6,785 \| \| Trọng tài \| Steven McLean \| |
| Chi tiết     | Chi tiết                    |                | |
| Ngày         | 4 tháng 2                   |                | |
| Giờ thi đấu  | 15:00                       |                | |
| Sân vận động | Pittodrie Stadium, Aberdeen |                | |
| Số khán giả  | 6,785                       |                | |
| Trọng tài    | Steven McLean               |                | |

| Chi tiết     | Chi tiết                    |
| Ngày         | 4 tháng 2                   |
| Giờ thi đấu  | 15:00                       |
| Sân vận động | Pittodrie Stadium, Aberdeen |
| Số khán giả  | 6,785                       |
| Trọng tài    | Steven McLean               |

| Rangers | 0 − 2 | Dundee United |  |

|              |                        | Gunning 16' · Russell 35' | \| Chi tiết \| Chi tiết \| \| Ngày \| 5 tháng 2 \| \| Giờ thi đấu \| 12:15 \| \| Sân vận động \| Ibrox Stadium, Glasgow \| \| Số khán giả \| 17,822 \| \| Trọng tài \| William Collum \| |
| Chi tiết     | Chi tiết               |                           | |
| Ngày         | 5 tháng 2              |                           | |
| Giờ thi đấu  | 12:15                  |                           | |
| Sân vận động | Ibrox Stadium, Glasgow |                           | |
| Số khán giả  | 17,822                 |                           | |
| Trọng tài    | William Collum         |                           | |

| Chi tiết     | Chi tiết               |
| Ngày         | 5 tháng 2              |
| Giờ thi đấu  | 12:15                  |
| Sân vận động | Ibrox Stadium, Glasgow |
| Số khán giả  | 17,822                 |
| Trọng tài    | William Collum         |

| Hearts | 1 − 1 | St Johnstone |  |

| Templeton 10' |                               | MacKay 74' · Sheridan 78' | \| Chi tiết \| Chi tiết \| \| Ngày \| 5 tháng 2 \| \| Giờ thi đấu \| 14:15 \| \| Sân vận động \| Tynecastle Stadium, Edinburgh \| \| Số khán giả \| 9,185 \| \| Trọng tài \| Craig Thomson \| |
| Chi tiết      | Chi tiết                      |                           | |
| Ngày          | 5 tháng 2                     |                           | |
| Giờ thi đấu   | 14:15                         |                           | |
| Sân vận động  | Tynecastle Stadium, Edinburgh |                           | |
| Số khán giả   | 9,185                         |                           | |
| Trọng tài     | Craig Thomson                 |                           | |

| Chi tiết     | Chi tiết                      |
| Ngày         | 5 tháng 2                     |
| Giờ thi đấu  | 14:15                         |
| Sân vận động | Tynecastle Stadium, Edinburgh |
| Số khán giả  | 9,185                         |
| Trọng tài    | Craig Thomson                 |

| Ayr United | 2 − 1 | Falkirk |  |

| Geggan 20' · Roberts 58' (ph.đ.) |                    | Alston 7' | \| Chi tiết \| Chi tiết \| \| Ngày \| 15 tháng 2 \| \| Giờ thi đấu \| 19:45 \| \| Sân vận động \| Somerset Park, Ayr \| \| Số khán giả \| 1,873 \| \| Trọng tài \| Crawford Allan \| |
| Chi tiết                         | Chi tiết           |           | |
| Ngày                             | 15 tháng 2         |           | |
| Giờ thi đấu                      | 19:45              |           | |
| Sân vận động                     | Somerset Park, Ayr |           | |
| Số khán giả                      | 1,873              |           | |
| Trọng tài                        | Crawford Allan     |           | |

| Chi tiết     | Chi tiết           |
| Ngày         | 15 tháng 2         |
| Giờ thi đấu  | 19:45              |
| Sân vận động | Somerset Park, Ayr |
| Số khán giả  | 1,873              |
| Trọng tài    | Crawford Allan     |

Nguồn: BBC Sport
a.e.t. = sau hiệp phụ; agg. = tổng tỉ số; pen. = quyết định bằng luân lưu.

#### Đấu lại
| Queen of the South | 1 − 2 | Aberdeen |  |

| McGuffie 58' (ph.đ.) |                           | Fyvie 21' · Considine 90' | \| Chi tiết \| Chi tiết \| \| Ngày \| 14 tháng 2 \| \| Giờ thi đấu \| 19:45 \| \| Sân vận động \| Palmerston Park, Dumfries \| \| Số khán giả \| 3,102 \| \| Trọng tài \| Alan Muir \| |
| Chi tiết             | Chi tiết                  |                           | |
| Ngày                 | 14 tháng 2                |                           | |
| Giờ thi đấu          | 19:45                     |                           | |
| Sân vận động         | Palmerston Park, Dumfries |                           | |
| Số khán giả          | 3,102                     |                           | |
| Trọng tài            | Alan Muir                 |                           | |

| Chi tiết     | Chi tiết                  |
| Ngày         | 14 tháng 2                |
| Giờ thi đấu  | 19:45                     |
| Sân vận động | Palmerston Park, Dumfries |
| Số khán giả  | 3,102                     |
| Trọng tài    | Alan Muir                 |

| Ross County | 1 − 2 | St Mirren |  |

|              |                         | Teale 14' · Thompson 37' · Hasselbaink 53' | \| Chi tiết \| Chi tiết \| \| Ngày \| 14 tháng 2 \| \| Giờ thi đấu \| 19:45 \| \| Sân vận động \| Victoria Park, Dingwall \| \| Số khán giả \| 2,334 \| \| Trọng tài \| Bobby Madden \| |
| Chi tiết     | Chi tiết                |                                            | |
| Ngày         | 14 tháng 2              |                                            | |
| Giờ thi đấu  | 19:45                   |                                            | |
| Sân vận động | Victoria Park, Dingwall |                                            | |
| Số khán giả  | 2,334                   |                                            | |
| Trọng tài    | Bobby Madden            |                                            | |

| Chi tiết     | Chi tiết                |
| Ngày         | 14 tháng 2              |
| Giờ thi đấu  | 19:45                   |
| Sân vận động | Victoria Park, Dingwall |
| Số khán giả  | 2,334                   |
| Trọng tài    | Bobby Madden            |

| St Johnstone | 1 − 2 (h.p.) | Hearts |  |

| Davidson 84' |                       | Hamill 90' (ph.đ.) · Žaliūkas 117' | \| Chi tiết \| Chi tiết \| \| Ngày \| 14 tháng 2 \| \| Giờ thi đấu \| 19:45 \| \| Sân vận động \| McDiarmid Park, Perth \| \| Số khán giả \| 3,404 \| \| Trọng tài \| Brian Winter \| |
| Chi tiết     | Chi tiết              |                                    | |
| Ngày         | 14 tháng 2            |                                    | |
| Giờ thi đấu  | 19:45                 |                                    | |
| Sân vận động | McDiarmid Park, Perth |                                    | |
| Số khán giả  | 3,404                 |                                    | |
| Trọng tài    | Brian Winter          |                                    | |

| Chi tiết     | Chi tiết              |
| Ngày         | 14 tháng 2            |
| Giờ thi đấu  | 19:45                 |
| Sân vận động | McDiarmid Park, Perth |
| Số khán giả  | 3,404                 |
| Trọng tài    | Brian Winter          |

Nguồn: BBC Sport
a.e.t. = sau hiệp phụ; agg. = tổng tỉ số; pen. = quyết định bằng luân lưu.

### Tứ kết
Lễ bốc thăm Tứ kết diễn ra vào ngày 6 tháng 2 năm 2012 lúc 2:30pm tại Hampden Park trực tiếp trên Sky Sports News.
| Hearts | 2 – 2 | St Mirren |  |

| Beattie 37' · Skácel 48' |                               | Carey 27' · Žaliūkas 84' (l.n.) | \| Chi tiết \| Chi tiết \| \| Ngày \| 10 tháng Ba \| \| Giờ thi đấu \| 12:30 \| \| Sân vận động \| Tynecastle Stadium, Edinburgh \| \| Số khán giả \| 8,859 \| \| Trọng tài \| Stevie O'Reilly \| |
| Chi tiết                 | Chi tiết                      |                                 | |
| Ngày                     | 10 tháng Ba                   |                                 | |
| Giờ thi đấu              | 12:30                         |                                 | |
| Sân vận động             | Tynecastle Stadium, Edinburgh |                                 | |
| Số khán giả              | 8,859                         |                                 | |
| Trọng tài                | Stevie O'Reilly               |                                 | |

| Chi tiết     | Chi tiết                      |
| Ngày         | 10 tháng Ba                   |
| Giờ thi đấu  | 12:30                         |
| Sân vận động | Tynecastle Stadium, Edinburgh |
| Số khán giả  | 8,859                         |
| Trọng tài    | Stevie O'Reilly               |

| Ayr United | 0 – 2 | Hibernian |  |

|              |                    | O'Donovan 6' · Griffiths 19' (ph.đ.) | \| Chi tiết \| Chi tiết \| \| Ngày \| 10 tháng Ba \| \| Giờ thi đấu \| 15:00 \| \| Sân vận động \| Somerset Park, Ayr \| \| Số khán giả \| 5,991 \| \| Trọng tài \| Steven McLean \| |
| Chi tiết     | Chi tiết           |                                      | |
| Ngày         | 10 tháng Ba        |                                      | |
| Giờ thi đấu  | 15:00              |                                      | |
| Sân vận động | Somerset Park, Ayr |                                      | |
| Số khán giả  | 5,991              |                                      | |
| Trọng tài    | Steven McLean      |                                      | |

| Chi tiết     | Chi tiết           |
| Ngày         | 10 tháng Ba        |
| Giờ thi đấu  | 15:00              |
| Sân vận động | Somerset Park, Ayr |
| Số khán giả  | 5,991              |
| Trọng tài    | Steven McLean      |

| Dundee United | 0 – 4 | Celtic |  |

|              |                        | Ledley 53' · Samaras 71' · Stokes 86' · Brown 90' (ph.đ.) | \| Chi tiết \| Chi tiết \| \| Ngày \| 11 tháng Ba \| \| Giờ thi đấu \| 13:15 \| \| Sân vận động \| Tannadice Park, Dundee \| \| Số khán giả \| 12,270 \| \| Trọng tài \| Iain Brines \| |
| Chi tiết     | Chi tiết               |                                                           | |
| Ngày         | 11 tháng Ba            |                                                           | |
| Giờ thi đấu  | 13:15                  |                                                           | |
| Sân vận động | Tannadice Park, Dundee |                                                           | |
| Số khán giả  | 12,270                 |                                                           | |
| Trọng tài    | Iain Brines            |                                                           | |

| Chi tiết     | Chi tiết               |
| Ngày         | 11 tháng Ba            |
| Giờ thi đấu  | 13:15                  |
| Sân vận động | Tannadice Park, Dundee |
| Số khán giả  | 12,270                 |
| Trọng tài    | Iain Brines            |

| Motherwell | 1 – 2 | Aberdeen |  |

| Law 79'      |                      | Fallon 5', 41' | \| Chi tiết \| Chi tiết \| \| Ngày \| 11 tháng Ba \| \| Giờ thi đấu \| 15:45 \| \| Sân vận động \| Fir Park, Motherwell \| \| Số khán giả \| 7,640 \| \| Trọng tài \| Craig Thomson \| |
| Chi tiết     | Chi tiết             |                | |
| Ngày         | 11 tháng Ba          |                | |
| Giờ thi đấu  | 15:45                |                | |
| Sân vận động | Fir Park, Motherwell |                | |
| Số khán giả  | 7,640                |                | |
| Trọng tài    | Craig Thomson        |                | |

| Chi tiết     | Chi tiết             |
| Ngày         | 11 tháng Ba          |
| Giờ thi đấu  | 15:45                |
| Sân vận động | Fir Park, Motherwell |
| Số khán giả  | 7,640                |
| Trọng tài    | Craig Thomson        |

Nguồn: BBC Sport
a.e.t. = sau hiệp phụ; agg. = tổng tỉ số; pen. = quyết định bằng luân lưu.

#### Đấu lại
| St Mirren | 0 – 2 | Hearts |  |

|              |                         | Hamill 31' · Skácel 86' | \| Chi tiết \| Chi tiết \| \| Ngày \| 21 tháng Ba \| \| Giờ thi đấu \| 19:45 \| \| Sân vận động \| St Mirren Park, Paisley \| \| Số khán giả \| 5,291 \| \| Trọng tài \| Stevie O'Reilly \| |
| Chi tiết     | Chi tiết                |                         | |
| Ngày         | 21 tháng Ba             |                         | |
| Giờ thi đấu  | 19:45                   |                         | |
| Sân vận động | St Mirren Park, Paisley |                         | |
| Số khán giả  | 5,291                   |                         | |
| Trọng tài    | Stevie O'Reilly         |                         | |

| Chi tiết     | Chi tiết                |
| Ngày         | 21 tháng Ba             |
| Giờ thi đấu  | 19:45                   |
| Sân vận động | St Mirren Park, Paisley |
| Số khán giả  | 5,291                   |
| Trọng tài    | Stevie O'Reilly         |

Nguồn: BBC Sport
a.e.t. = sau hiệp phụ; agg. = tổng tỉ số; pen. = quyết định bằng luân lưu.

### Bán kết
Lễ bốc thăm Bán kết diễn ra vào ngày 11 tháng 3 năm 2012 tại Fir Park trực tiếp trên Sky Sports 3 & Sky Sports 3 HD following the Motherwell vs Aberdeen tie.
| Aberdeen | 1 − 2 | Hibernian |  |

| Fallon 59'   |                       | O'Connor 3' · Griffiths 85' | \| Chi tiết \| Chi tiết \| \| Ngày \| 14 tháng Tư \| \| Giờ thi đấu \| 12:15 \| \| Sân vận động \| Hampden Park, Glasgow \| \| Số khán giả \| 28,278 \| \| Trọng tài \| William Collum \| |
| Chi tiết     | Chi tiết              |                             | |
| Ngày         | 14 tháng Tư           |                             | |
| Giờ thi đấu  | 12:15                 |                             | |
| Sân vận động | Hampden Park, Glasgow |                             | |
| Số khán giả  | 28,278                |                             | |
| Trọng tài    | William Collum        |                             | |

| Chi tiết     | Chi tiết              |
| Ngày         | 14 tháng Tư           |
| Giờ thi đấu  | 12:15                 |
| Sân vận động | Hampden Park, Glasgow |
| Số khán giả  | 28,278                |
| Trọng tài    | William Collum        |

| Celtic | 1 − 2 | Hearts |  |

| Hooper 87'   |                       | Skácel 47' · Beattie 90' (ph.đ.) | \| Chi tiết \| Chi tiết \| \| Ngày \| 15 tháng Tư \| \| Giờ thi đấu \| 12:45 \| \| Sân vận động \| Hampden Park, Glasgow \| \| Số khán giả \| 36,609 \| \| Trọng tài \| Euan Norris \| |
| Chi tiết     | Chi tiết              |                                  | |
| Ngày         | 15 tháng Tư           |                                  | |
| Giờ thi đấu  | 12:45                 |                                  | |
| Sân vận động | Hampden Park, Glasgow |                                  | |
| Số khán giả  | 36,609                |                                  | |
| Trọng tài    | Euan Norris           |                                  | |

| Chi tiết     | Chi tiết              |
| Ngày         | 15 tháng Tư           |
| Giờ thi đấu  | 12:45                 |
| Sân vận động | Hampden Park, Glasgow |
| Số khán giả  | 36,609                |
| Trọng tài    | Euan Norris           |

Nguồn: BBC Sport
a.e.t. = sau hiệp phụ; agg. = tổng tỉ số; pen. = quyết định bằng luân lưu.

### Chung kết
| Hibernian | 1 – 5 | Hearts |  |

| James McPake 41' |                       | Barr 15' · Skácel 27', 75' · Grainger 47' (ph.đ.) · McGowan 50' | \| Chi tiết \| Chi tiết \| \| Ngày \| 19 tháng Năm \| \| Giờ thi đấu \| 15:00 \| \| Sân vận động \| Hampden Park, Glasgow \| \| Số khán giả \| 51,041 \| \| Trọng tài \| Craig Thomson \| |
| Chi tiết         | Chi tiết              |                                                                 | |
| Ngày             | 19 tháng Năm          |                                                                 | |
| Giờ thi đấu      | 15:00                 |                                                                 | |
| Sân vận động     | Hampden Park, Glasgow |                                                                 | |
| Số khán giả      | 51,041                |                                                                 | |
| Trọng tài        | Craig Thomson         |                                                                 | |

| Chi tiết     | Chi tiết              |
| Ngày         | 19 tháng Năm          |
| Giờ thi đấu  | 15:00                 |
| Sân vận động | Hampden Park, Glasgow |
| Số khán giả  | 51,041                |
| Trọng tài    | Craig Thomson         |

Nguồn: BBC Sport
a.e.t. = sau hiệp phụ; agg. = tổng tỉ số; pen. = quyết định bằng luân lưu.

## Phủ sóng truyền thông
Từ vòng Bốn trở đi, các trận đấu được lựa chọn từ Cúp quốc gia Scotland được truyền hình trực tiếp ở Ireland và Vương quốc Liên hiệp Anh và Bắc Ireland bởi BBC Scotland và Sky Sports. BBC Scotland có quyền lựa chọn phát sóng một trận mỗi vòng và Sky Sports phát sóng hai trận mỗi vòng và một trận đấu lại. Cả hai kênh đều phát sóng trực tiếp trận chung kết Chung kết.
Các trận đấu sau được truyền hình trực tiếp.
| Vòng      | Sky Sports                                                                             | BBC Scotland             |
| --------- | -------------------------------------------------------------------------------------- | ------------------------ |
| Vòng Bốn  | Arbroath vs Rangers Peterhead vs Celtic Dunfermline Athletic vs Inverness CT (Đấu lại) | Dundee vs Kilmarnock     |
| Vòng Năm  | Inverness CT vs Celtic Hearts vs St Johnstone                                          | Rangers vs Dundee United |
| Tứ kết    | Dundee United vs Celtic Motherwell vs Aberdeen St Mirren vs Hearts (Đấu lại)           | Hearts vs St Mirren      |
| Bán kết   | Aberdeen vs Hibernian Celtic vs Hearts                                                 | Aberdeen vs Hibernian    |
| Chung kết | Hibernian vs Hearts                                                                    | Hibernian vs Hearts      |

### Nước ngoài
Từ vòng Bốn trở đi, Premium Sports phát sóng trực tiếp ở Mỹ và Caribbean. Setanta Sports Australia phát sóng trực tiếp ở Australia.